# 榆次东赵后沟古村落
后沟古村落位于山西省晋中市榆次区东部，是一座保存完整的原生态村落。该村落的历史最早可以追溯到1000多年前的唐代，整个村落一共有90多户人家，270多居住人口。
村庄依山傍水而建，最大程度上的保留了中国北方砖木结构的三合院、四合院、窑洞以及古老的戏台、祠堂、完整的排水系统，也保存了古老的砖雕和木雕，还保留着耧、犁、砘、耙等原始的农耕工具，同时建有酒坊、醋坊、油坊、豆腐坊等生产作坊，呈现着中国古代村落中的自给自足的生存、生产、生活的景象。
在小小的村落中同时建有观音堂、真武庙、关帝庙、龙王庙等18座庙宇，将佛教、道教、儒教等文化融为一体。
后沟古村落2005年9月9日被认定为中国民间机构文化遗产抢救工程，古村落掉欻保护示范基地，对于研究中国北方古村落文化有着重大的意义。